# Hiragana
Les hiraganas (平仮名, ひらがな, littéralement « kanas lisses ») sont un syllabaire japonais et une des quatre écritures du japonais avec les katakanas, les rōmajis et les kanjis.
Ils ont été formés par abréviation cursive de kanjis homophones. Ils permettent de transcrire la langue japonaise sans ambigüité, au contraire des kanjis. En effet, chaque hiragana représente une syllabe (techniquement, une more) qui peut être une voyelle seule (comme あ = a) ou une consonne suivie d'une voyelle (comme か = ka) ; il y a également le n syllabique (ん), dont la prononciation varie en fonction de la syllabe qui le suit.

## Utilisations
Les hiraganas permettent d'écrire :
- les mots japonais auxquels ne correspond aucun kanji, par exemple les particules telles que から (kara) et les suffixes tels que さん (-san) ;
- les particules grammaticales ;
- les mots japonais dont l'écriture en kanji est soit inconnue de l'auteur ou d'une partie du lectorat, soit jugée trop formelle ou trop difficile (nombre très important de traits) ;
- les okurigana, notamment les morphèmes grammaticaux, par exemple dans 食べました (tabemashita) qui vient du verbe au temps présent 食べる (taberu)
- les furigana, kanas écrits en petit à côté de kanjis (en haut ou à droite selon le sens d'écriture) pour en indiquer la prononciation, fréquents dans les écrits destinés au jeune public (light novel ...) ou pour les caractères rares.

## Compositions des hiraganas
Les hiraganas consistent en un ensemble de caractères fondamentaux, les gojūon (五十音, littéralement « cinquante sons », bien qu'il n'en subsiste aujourd'hui que 46), qui peuvent être modifiés comme suit :
- l'ajout d'un dakuten (゛) transforme une consonne obstruante en consonne sonante : k→g, t→d, s→z et h→b ; dans des écrits informels, en particulier dans les mangas, on utilise parfois le dakuten sur des voyelles pour noter un son étranglé ;
- l'ajout d'un handakuten (゜) transforme le h en p ;
- l'ajout d'une version réduite de l'hiragana ya, yu ou yo (respectivement ゃ, ゅ ou ょ) transforme la voyelle i qui la précède en la palatalisant ;
- un petit っ indique une consonne géminée, ce qui ne peut apparaître qu'avant une fricative ou un coup de glotte ; il est représenté en rōmaji en doublant la consonne qui le suit ; dans des écrits informels, il est aussi utilisé en fin de mot pour indiquer une articulation dure ou hachée, pour exprimer de la colère ou de l'émoi par exemple.

Il est possible de représenter d'autres sons à l'aide de hiraganas en utilisant des petites versions des cinq voyelles (ぁ, ぃ, ぅ, ぇ, ぉ). On les utilise, surtout dans un contexte informel, pour représenter des sons qui s'estompent petit à petit (はぁ, ねぇ).

## Tableau des hiraganas
Le kana est suivi de sa transcription rōmaji selon la méthode Hepburn.

Les prononciations en bleu sont les notations API phonologiques.

Les prononciations en vert sont les notations API phonétiques.

Les kanas marqués en rouge ne sont plus utilisés aujourd'hui.
| あ a /a/ [a]       | い i /i/ [i]         | う u /u/ [ɯ]                 | え e /e/ [e]    | お o /ɔ/ [ɔ]          |
| ------------------ | -------------------- | ---------------------------- | --------------- | --------------------- |
|                    |                      |                              |                 |                       |
| か ka /ka/ [ka]    | き ki /ki/ [ki]      | く ku /ku/ [kɯ]              | け ke /ke/ [ke] | こ ko /kɔ/ [kɔ]       |
| さ sa /sa/ [sa]    | し shi /?/ [ɕi]      | す su /su/ [sɯ]              | せ se /se/ [se] | そ so /sɔ/ [sɔ]       |
| た ta /ta/ [ta]    | ち chi /?/ [t͡ɕi]     | つ tsu /?/ [tsɯ]             | て te /te/ [te] | と to /tɔ/ [tɔ]       |
| な na /na/ [na]    | に ni /ni/ [ni]      | ぬ nu /nu/ [nɯ]              | ね ne /ne/ [ne] | の no /nɔ?/ [nɔ]      |
| は ha /ha/ [ha]    | ひ hi /hi/ [çi]      | ふ fu /?/ [ɸɯ]               | へ he /he/ [he] | ほ ho /hɔ/ [hɔ]       |
| ま ma /ma/ [ma]    | み mi /mi/ [mi]      | む mu /mu/ [mɯ]              | め me /me/ [me] | も mo /mɔ/ [mɔ]       |
| や ya /ja/ [ja]    |                      | ゆ yu /ju/ [jɯ]              |                 | よ yo /jɔ/ [jɔ]       |
| ら ra /ra/ [ɺa]    | り ri /ri/ [ɺi]      | る ru /ru/ [ɺɯ]              | れ re /re/ [ɺe] | ろ ro /rɔ/ [ɺɔ]       |
| わ wa /wa/ [ɰa]    | ゐ wi /?/ [ɰi]       |                              | ゑ we /?/ [ɰe]  | を wo /?/ [ɰɔ] ou [ɔ] |
|                    |                      |                              |                 | ん n                  |
|                    |                      |                              |                 |                       |
| が ga /ga/ [ga]    | ぎ gi /gi/ [gi]      | ぐ gu /gu/ [gɯ]              | げ ge /ge/ [ge] | ご go /gɔ/ [gɔ]       |
| ざ za /za/ [za]    | じ ji /?/ [ʑi]       | ず zu /zu/ [zɯ]              | ぜ ze /ze/ [ze] | ぞ zo /zɔ/ [zɔ]       |
| だ da /da/ [da]    | ぢ ji (di) /?/ [ɟʑi] | づ zu (du) /?/ [zɯ] ou [dzɯ] | で de /de/ [de] | ど do /dɔ/ [dɔ]       |
| ば ba /ba/ [ba]    | び bi /bi/ [bi]      | ぶ bu /bu/ [bɯ]              | べ be /be/ [be] | ぼ bo /bɔ/ [bɔ]       |
| ぱ pa /pa/ [pa]    | ぴ pi /pi/ [pi]      | ぷ pu /pu/ [pɯ]              | ぺ pe /pe/ [pe] | ぽ po /pɔ/ [pɔ]       |
|                    |                      |                              |                 |                       |
| きゃ kya /?/ [kʲa] |                      | きゅ kyu /?/ [kʲɯ]           |                 | きょ kyo /?/ [kʲɔ]    |
| ぎゃ gya /?/ [ɡʲa] |                      | ぎゅ gyu /?/ [ɡʲɯ]           |                 | ぎょ gyo /?/ [ɡʲɔ]    |
| しゃ sha /?/ [ɕa]  |                      | しゅ shu /?/ [ɕɯ]            |                 | しょ sho /?/ [ɕɔ]     |
| じゃ ja /?/ [ɟʑa]  |                      | じゅ ju /?/ [ɟʑɯ]            |                 | じょ jo /?/ [ɟʑɔ]     |
| ちゃ cha /?/ [tɕa] |                      | ちゅ chu /?/ [tɕɯ]           |                 | ちょ cho /?/ [tɕɔ]    |
| にゃ nya /?/ [ȵa]  |                      | にゅ nyu /?/ [ȵɯ]            |                 | にょ nyo /?/ [ȵɔ]     |
| ひゃ hya /?/ [ça]  |                      | ひゅ hyu /?/ [çɯ]            |                 | ひょ hyo /?/ [çɔ]     |
| びゃ bya /?/ [bʲa] |                      | びゅ byu /?/ [bʲɯ]           |                 | びょ byo /?/ [bʲɔ]    |
| ぴゃ pya /?/ [pʲa] |                      | ぴゅ pyu /?/ [pʲɯ]           |                 | ぴょ pyo /?/ [pʲɔ]    |
| みゃ mya /?/ [mʲa] |                      | みゅ myu /?/ [mʲɯ]           |                 | みょ myo /?/ [mʲɔ]    |
| りゃ rya /?/ [ɺʲa] |                      | りゅ ryu /?/ [ɺʲɯ]           |                 | りょ ryo /?/ [ɺʲɔ]    |

L'allongement de la voyelle pour la série de kanas avec o ou u se fait à l'aide du kana う (u) ; exemple : とうきょう = Tōkyō, sauf dans quelques mots où l'on redouble le kana お (o) ; ex : おおきい = ōkī (grand). Il s'agit en fait d'anciens owo.
L'allongement de la voyelle pour la série de kanas avec i ou e se fait à l'aide du kana い (i) comme pour 先生 transcrit avec des hiraganas en せんせい = sensei. Ici, il ne faut donc pas prononcer « sénséï » mais « sénsé » avec la 2e syllabe allongée.
L'allongement de la voyelle pour la série de kanas avec a se fait à l'aide de あ (a), pas de surprise ici.

## Ordre de classement
L'ordre des gojūon (les kanas de base) est important puisque c'est aujourd'hui l'ordre le plus utilisé pour le classement dans les dictionnaires, les annuaires téléphoniques, etc., au Japon. On trouve encore parfois l'ordre traditionnel Iroha, du nom du poème pangramme qui en donne l'ordre.
Les kanas avec des diacritiques ou de petit format sont assimilés aux kanas de base pour le classement. Si deux mots ont les mêmes kanas de base, la priorité est donnée au kana simple, puis à celui avec le diacritique dakuten, puis à celui avec le diacritique handakuten, puis à celui de petite taille. Les katakanas et les hiraganas sont traités de la même façon pour le classement.

## Sens d'écriture des hiraganas
Les hiraganas, ainsi que les caractères chinois, ont un sens d'écriture défini. Cet ordre d'écriture des traits prend son importance pour l'écriture manuscrite et la calligraphie japonaise. Sur la table qui suit, l'ordre des traits est numéroté et le sens du tracé indiqué par une flèche.  
Cette table classe les caractères hiragana en fonction de leur voyelle en colonne et de leur consonnes en ligne. Elle se lit traditionnellement colonne par colonne de droite à gauche. Chaque colonne est lue de haut en bas, ce qui donne ; a-i-u-e-o, ka-ki-ku-ke-ko, etc.

## Origines

Développement des hiraganas à partir des man'yōgana.

Les hiraganas, comme les katakanas, ont été formés par inspiration d'un kanji homophone : ce sont donc des formes simplifiées de la graphie cursive de caractères chinois.
Conçus à leur origine pour être appris et tracés plus facilement, ils étaient appelés onnade (la main des femmes) du fait que les femmes, tenues à l'écart de l'apprentissage des caractères chinois, n'avaient en conséquence accès qu'à ce système d'écriture. 
L'image sur la droite montre le développement des hiraganas à partir des man'yōgana.